# Georges et Martha
 (février 2021).
Si vous disposez d'ouvrages ou d'articles de référence ou si vous connaissez des sites web de qualité traitant du thème abordé ici, merci de compléter l'article en donnant les références utiles à sa vérifiabilité et en les liant à la section « Notes et références ».
Georges et Martha (George and Martha) est une série télévisée canadienne en 26 épisodes de 22 minutes produite par Nelvana et diffusée entre le 1er avril 1999 et le 1er mai 2000 sur HBO Family aux États-Unis, et à partir du 18 septembre 1999 sur YTV au Canada.
Elle a été diffusée en France dans France 5 dans Debout Les Zouzous en 2000, et au Québec à partir du 3 janvier 2001 sur Vrak.

## Synopsis
La série relate les aventures d'un duo d'hippopotames nommés Georges et Martha. Ils ne ratent jamais une occasion de s'amuser entre eux, ils sont meilleurs amis.

## Distribution
- Nathan Lane (VF : Patrick Donnay) : Georges
- Andrea Martin : Martha

Et le reste de la distribution :
- Sean Cullen : Hugo (Wilde en VO) / Igor (Eton en VO)
- Robin Duke : Penny
- Kathryn Greenwood : Frida
- Greg Kramer : Anton
- Debra McGrath : Valérie Chuckles
- Colin Mochrie : Victor (Oscar en VO) / Bud Chuckles
- Tony Rosato : Duke

## Épisodes
La première saison composée de 14 épisodes a été diffusée dès le 1er avril 1999 sur HBO Family, au États-Unis.
1. La Dent (The Tooth)
2. Une journée à la plage (A Day at the Beach)
3. Le pique-nique (The Picnic)
4. La Croisière (The Trip)
5. Le triple défi (The Triple Dare)
6. Georges et la jardinage (The Garden)
7. La grand aventure (The Play's The Thing)
8. Les as du badminton (The Badminton Tournament)
9. Mini-golf pour Max'hippo (The Caddy)
10. La roue contre Guimauve (The Flying Donut)
11. Le grand saut (The Big Splash)
12. C'est pour rire (Happy Palms' Finest)
13. Mauvais perdant (The Sore Loser)
14. La Mascotte (The Mascot)

La deuxième saison composée de 14 épisodes a été diffusée en 2000 sur HBO Family, au États-Unis.
1. Le film d'horreur (The Scary Movie)
2. Le livre (The Book)
3. Fais-moi peur (The Big Scare)
4. Les Cadeaux (The Special Gifts)
5. Jeu de vilain (The Trickster)
6. Une histoire dégoûtante (The Icky Story)
7. La loterie (The Prize)
8. Georges sous hypnose (The Hypnotist)
9. Le meilleur remèdes (The Experiment)
10. Être ami n'a pas de prix (The Best Friends Show)
11. Cousine - Copine (Martha's Cousin)
12. C'est dans les étoiles (My Stars!)
13. Secrets et commérages (The Secret Club)
14. La recette secrète (Funny Business)

## DVD
La série est éditée chez Citel Vidéo le 1er Septembre 2003 en 2 DVD de 14 épisodes sous le nom de "Georges et Martha s'amusent" et "Georges et Martha font du sport". Egalement dans une édition "intégrale" de 28 épisodes.